# Lista över svenska hovfröknar
Detta är en lista över svenska hovfröknar.

## Hovfröknar

### Titel
| Ämbetstid | Namn                                  | Levnadstid | Hovfröken hos                                 |
| --------- | ------------------------------------- | ---------- | --------------------------------------------- |
|           | Märta Oxenstierna                     | 1549–      |                                               |
| 1568–     | Kerstin Gabrielsdotter (Oxenstierna)  | –1603      | Cecilia Vasa                                  |
| 1564      | Helena Snakenborg                     | 1549–1635  | Cecilia Vasa                                  |
| 1576–     | Sofia Johansdotter (Gyllenhielm)      | 1556–1583  | Elisabet Vasa                                 |
|           | Margareta Oxe                         |            | Maria Eufrosyne av Pfalz                      |
|           | Ebba Månsdotter (Lilliehöök)          | 1529–1609  | Margareta Eriksdotter (Leijonhufvud)          |
|           | Amalia von Hatzfeld                   | 1560–1628  | Maria av Pfalz                                |
| 1611–1614 | Ebba Brahe                            | 1596–1674  | Kristina av Holstein-Gottorp                  |
| 1614–1618 | Ebba Brahe                            | 1596–1674  | Katarina Gustavsdotter (Stenbock)             |
|           | Anna Banér                            | 1585–1656  | Katarina Gustavsdotter (Stenbock)             |
|           | Sigrid Eriksdotter Vasa               | 1566–1633  | Anna Vasa                                     |
|           | Louise van der Nooth                  | –1654      | Drottning Kristina                            |
|           | Lady Jane Ruthven                     | –1668      | Drottning Kristina                            |
| –1633     | Margareta Brahe                       | 1603–1669  | Maria Eleonora av Brandenburg                 |
| 1645–     | Ebba Sparre                           | 1626–1662  | Drottning Kristina                            |
| 1651      | Elisabeth Khevenhüller                |            |                                               |
| 1654–1659 | L. von Hartingshausen                 |            |                                               |
| 1655–1660 | Ingeborg Gyllenstierna                |            |                                               |
| 1657–1660 | Anna Horn af Åminne                   |            |                                               |
| 1659      | Augusta Dessin                        |            |                                               |
| 1668–1680 | Anna Maria Clodt                      | –1708      | Hedvig Eleonora av Holstein-Gottorp           |
| 1670–     | Christina Oxenstierna af Södermöre    | 1651–1711  | Hedvig Eleonora av Holstein-Gottorp           |
| 1670–     | Elisabet Oxenstierna                  | 1654–1721  | Hedvig Eleonora av Holstein-Gottorp           |
| 1671–     | Eva Lewenhaupt                        | 1657–1729  | Hedvig Eleonora av Holstein-Gottorp           |
| 1680–1693 | Anna Maria Clodt                      | –1708      | Ulrika Eleonora av Danmark                    |
| 1680–     | Johanna Eleonora De la Gardie         | 1661–1708  | Ulrika Eleonora av Danmark                    |
| –1692     | Hedvig Mörner                         | 1672–1753  | Ulrika Eleonora av Danmark                    |
| 1693–1694 | Anna Maria Clodt                      | –1708      | Ulrika Eleonora                               |
| 1693–1723 | Anna Fleming                          | 1682–1737  | Ulrika Eleonora                               |
| 1703–1718 | Beata von Liewen                      | 1686–1729  | Ulrika Eleonora                               |
| 1709–1721 | Ebba Gustava Banér                    | 1681–1728  |                                               |
| 1709–1723 | Anna Fleming                          |            |                                               |
| 1709–1919 | Margaretha Sparre                     |            |                                               |
| 1717–1719 | Emerentia von Düben                   | 1669–1743  |                                               |
| 1719–1721 | Josepha Pflug                         |            |                                               |
| 1719–1721 | Hedvig Wrangel                        |            |                                               |
| 1732–1734 | Hedvig Taube                          | 1714–1744  | Ulrika Eleonora                               |
| 1733–1739 | Sigrid Bonde                          | 1719–1753  |                                               |
| 1739–1744 | Ulrika Strömfelt                      | 1724–1780  | Ulrika Eleonora                               |
| 1744–1748 | Ulrika Strömfelt                      | 1724–1780  | Lovisa Ulrika av Preussen                     |
| 1744–     | Agneta Strömfelt                      | 1725–1760  | Lovisa Ulrika av Preussen                     |
| 1744–1747 | Henrika Juliana von Liewen            | 1709–1779  | Lovisa Ulrika av Preussen                     |
| 1744–1748 | Catharina Charlotta De la Gardie      | 1723–1763  | Lovisa Ulrika av Preussen                     |
| 1748–     | Ulrika Eleonora von Düben             | 1722–1758  | Lovisa Ulrika av Preussen                     |
| 1748–     | Vilhelmina Ribbing                    | 1728–1765  |                                               |
|           | Charlotte Manderström                 | 1748–1816  | Sofia Magdalena av Danmark                    |
|           | Ulla von Liewen                       | 1747–1775  | Lovisa Ulrika av Preussen                     |
|           | Jeanna von Lantingshausen             | 1753–1809  | Sofia Magdalena av Danmark                    |
|           | Hedvig Ulrika De la Gardie            | 1761–1832  | Sofia Magdalena av Danmark                    |
| –1752     | Ernestine Palmfelt                    | 1707–1767  | Ulrika Eleonora                               |
| 1764–1775 | Brita Horn                            | 1745–1791  | Lovisa Ulrika av Preussen                     |
| 1766–1778 | Maria Aurora Uggla                    | 1747–1826  | Sofia Magdalena av Danmark                    |
| 1770–1777 | Catharina Vilhelmina Ehrensvärd       | 1754–1798  |                                               |
|           | Sophie Silfversparre                  | 1783–1815  | Sofia Albertina av Sverige                    |
| 1784–     | Magdalena Rudenschöld                 | 1766–1823  | Sofia Albertina av Sverige                    |
| 1792–1803 | Marianne Ehrenström                   | 1773–1867  | Sofia Magdalena av Danmark                    |
| 1797–1800 | Aurora Wilhelmina Brahe               | 1778–1852  | Fredrika av Baden                             |
| 1797–1800 | Fredrika von Kaulbars                 | 1782–1806  | Fredrika av Baden                             |
| 1797–     | Antoinetta Vilhelmina Charlotta Piper | 1779–1819  |                                               |
| 1798–     | Maria Henrietta Augusta Piper         | 1781–1809  |                                               |
|           | Hedvig Eleonora Modée                 | 1774–1823  |                                               |
| 1808–     | Gustava Lagerbjelke                   | 1792–1869  |                                               |
|           | Ulrica Eleonora Rålamb                | 1769–1847  | Hedvig Elisabet Charlotta av Holstein-Gottorp |
| 1809–     | Mariana Koskull                       | 1785–1841  | Hedvig Elisabet Charlotta av Holstein-Gottorp |
| 1816–     | Adelaide Piper                        | 1786–1866  |                                               |
| 1816–     | Jacquette Löwenhielm                  | 1797–1839  | Hedvig Elisabet Charlotta av Holstein-Gottorp |
| 1823–1860 | Marie von Stedingk                    | 1799–1868  | Drottning Desideria                           |
| 1844–1850 | Sigrid Sparre                         | 1825–1910  | Josefina av Leuchtenberg                      |
| 1850–     | Ottiliana Sparre                      | 1820–1900  | Lovisa av Nederländerna                       |
| 1851–1859 | Josephine Sparre                      | 1829–1892  | Lovisa av Nederländerna                       |
| 1857–     | Charlotta Lagerheim                   |            | Josefina av Leuchtenberg                      |
| 1859–     | Aurora Gyllenhaal                     | 1830–1888  |                                               |
| 1863–1872 | Hedvig Lewenhaupt                     | 1841–1930  | Lovisa av Nederländerna                       |
| 1864–     | Augusta Reutersvärd                   |            |                                               |
| 1865–1872 | Ebba von Rosen                        | 1833–1882  | Sofia av Nassau                               |
| 1865–     | Hedda Munck                           | 1846–1924  | Sofia av Nassau                               |
| 1865–1867 | Lotten Edholm                         | 1839–1930  | Josefina av Leuchtenberg                      |
| 1866–     | Charlotta Wrangel                     |            |                                               |
| 1866–1889 | Adèle Rudenschöld                     | 1832–1923  |                                               |
| 1867–     | Anna Skjöldebrand                     | 1840–1912  | Josefina av Leuchtenberg                      |
| 1868–     | Eva af Sandeberg                      | 1840–      | Teresia av Sachsen-Altenburg                  |
| 1871–     | Lovisa Sparre                         | 1852–1937  | Lovisa av Nederländerna                       |
| 1872–1889 | Märta Eketrä                          | 1851–1894  |                                               |
| 1874–1887 | Sofia von Post                        | 1838–1922  | Teresia av Sachsen-Altenburg                  |
| 1881–     | Anna Lagerberg                        | 1855–1932  | Victoria av Baden                             |
| 1881–1914 | Thomasine Stierncrona                 | 1856–1938  | Sofia av Nassau                               |
| 1882–1886 | Ebba Bernadotte                       | 1858–1946  | Victoria av Baden                             |
| 1884–1892 | Amelie Berch                          | 1862–1947  | Victoria av Baden                             |
| 1887–     | Gerda Nordenfeldt                     | 1860–1926  | Sofia av Nassau                               |
| 1888–1914 | Ebba Leijonhufvud                     | 1860–1937  | Teresia av Sachsen-Altenburg                  |
| 1889–1914 | Elisabet von Essen                    | 1861–1926  | Teresia av Sachsen-Altenburg                  |
| 1893–1905 | Dagmar Weidenhielm                    | 1868–1915  |                                               |
| 1897–1907 | Eva Leijonhufvud                      | 1864–1927  | Victoria av Baden                             |
| 1897      | Anna Brahe                            | 1863–1929  | Victoria av Baden                             |
| 1898–     | Anna Posse                            | 1856–1919  | Ingeborg av Danmark                           |
| 1900–     | Gunborg Rålamb                        | 1865–1943  | Sofia av Nassau                               |
| 1900–     | Marianne Sjöcrona                     |            | Ingeborg av Danmark                           |
| 1914–1920 | Stina Reuterswärd                     | 1884–1969  | Margareta av Storbritannien och Irland        |
| 1920–1923 | Stina Reuterswärd                     | 1884–1969  | Ingrid av Sverige                             |
| 1923–1950 | Stina Reuterswärd                     | 1884–1969  | Louise Mountbatten                            |
| 1925–     | Catharina De la Gardie                | 1897–1939  | Louise Mountbatten                            |
| 1927–1935 | Brita Steuch                          | 1898–1972  | Ingrid av Sverige                             |
| 1935–1965 | Brita Steuch                          | 1898–1972  | Louise Mountbatten                            |
| 1939–     | Brita Cederström                      | 1904–1993  |                                               |
| 1950–1951 | Stina Reuterswärd                     | 1884–1969  | Louise Mountbatten                            |